# Ully Loup

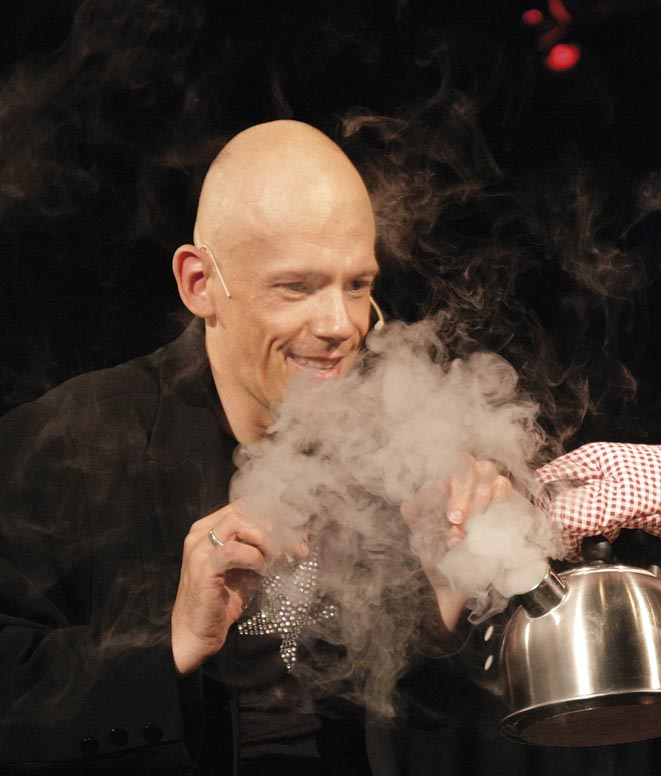
Ully Loup mit dem magischen Wasserkessel

Ully Loup (* 9. Oktober 1961 in Jülich; eigentlich Ulrich Loup) ist ein deutscher Illusionist.
1995 migrierte Loup in die USA und ist seitdem hauptsächlich in Berlin und Los Angeles als Bühnenmagier tätig. Er ist Mitglied des Magischen Zirkels von Deutschland und der renommierten Academy of Magical Arts.

## Künstlerischer Werdegang
Mit geschenktem Zauberkasten und einem ausschlaggebenden Besuch des Künstlers Richiardo Jr entschloss sich Loup mit 14 Jahren, Illusionist zu werden. Nach einer Ausbildung zum Werkzeugmacher zog er 1984 nach Berlin, wo er seit 1988 als Künstler tätig ist.
1994 bekam Loup die Gelegenheit im Berliner Wintergarten in der Silvester-Show eine Zaubervorstellung darzubieten. Der Erfolg dieser Veranstaltung führte zu weiteren Engagements. Seit 1997 ist er fester Bestandteil der Varieté-Besetzung als Hauszauberer für Solo-Darstellungen und Kinder-Shows. Loup ist auch Bestandteil mehrerer Wander-Varietés, u. a. ist er mit dem Circus Roncalli unterwegs. Nach verschiedenen Fernsehauftritten ist Loup seit der Teilnahme an der Fernsehsendung The next Uri Geller im Jahr 2009 auch dem Publikum außerhalb des Varietés bekannt.
Abseits der Bühne ist er langjähriger Demonstrator in allen Werbevideos der Firma Spider, ein in der Szene bekannter Hersteller für Bühnen-Backdrops.
Für die Fachzeitschrift Magische Welt schrieb er von 1981 bis 2003 regelmäßig Beiträge, die sich vor allem mit der Geschichte der Zauberkunst befassten.

## Profil
Loup ist neben Stand-up-, vornehmlich Close-up-Magier. Er führt seine Tricks also in nächster Nähe zum Publikum aus. Schauspielerische Fähigkeiten verstärken die Bühnenpräsenz seiner verschiedenen Rollen, vom Clown für Kinder-Animation bis zum düsteren Engel des Todes. Sein Repertoire umfasst vornehmlich klassische wie einfache Zaubertricks, die er jedoch durch gespielte Rollen während der Präsentation effektvoll verkauft. Seine Darstellungsarbeit fokussiert sich dabei nicht auf das Prestigio, sondern umfasst den gesamten Auftritt.
Für seine Teilnahme an der Fernsehsendung The next Uri Geller hat der Sender ProSieben Loup eine unglückliche Kindheit und weitere vermeintlich ungünstig beeinflussende Faktoren hinzugedichtet, um die Rolle eines menschenscheuen düsteren Mentalisten zu unterstützen. Er bezeichnete am 2. März 2009 bei TV total diese Düsternis als beabsichtigtes Psychodrama.

## Filmografie
- 2000: Paradiso – Sieben Tage mit sieben Frauen (in einer Nebenrolle als Zauberer)

## Auszeichnungen
- 2000 – Silberner Berliner Bär Besondere Künstlerische Leistung mit dem Schauspielerensemble aus Paradiso – Sieben Tage mit sieben Frauen[1]